# 風玫瑰航空
風玫瑰航空（Windrose Airlines）是一家總部位於烏克蘭基輔的航空公司，於2003年10月28日成立。

## 航點
| 旗幟 | 城市       | 國家     | 機場名稱                     | 備註     |
|      | 拉纳卡     | 塞浦路斯 | 拉纳卡国际机场               |          |
|      | 沙姆沙伊赫 | 埃及     | 沙姆沙伊赫国际机场           |          |
|      | 安塔利亚   | 土耳其   | 安塔利亚机场                 |          |
|      | 第聂伯罗   | 烏克蘭   | 第聶伯羅彼得羅夫斯克國際機場 |          |
|      | 基輔       | 烏克蘭   | 鲍里斯波尔国际机场           | 樞紐機場 |
| 香港 | 香港       | 香港     | 香港国际机场                 |          |

## 外部連結
- 官方網站 （页面存档备份，存于）（乌克兰語）（英文）